# Ceratosanthes
Ceratosanthes es un género  de plantas perteneciente a la familia Cucurbitaceae.

## Taxonomía
El género fue descrito por Michel Adanson y publicado en Familles des Plantes 2: 139, 535. 1763. La especie tipo es: Ceratosanthes palmata (L.) Urb. 

## Especies aceptadas
A continuación se brinda un listado de las especies del género Ceratosanthes aceptadas hasta noviembre de 2014, ordenadas alfabéticamente. Para cada una se indica el nombre binomial seguido del autor, abreviado según las convenciones y usos.	
| Ceratosanthes | \| \| Ceratosanthes hilariana \| \| \| \| \| \| Ceratosanthes humilis \| \| \| \| \| \| Ceratosanthes multiloba \| \| \| \| \| \| Ceratosanthes palmata (L.) Urb. - batatilla de Venezuela[3] \| \| \| \| \| \| Ceratosanthes parviflora \| \| \| \| \| \| Ceratosanthes rupicola \| \| \| \| \| \| Ceratosanthes tomentosa \| \| \| \| \| \| Ceratosanthes trifoliata \| \| \| \| \| \| Ceratosanthes warmingii \| \| \| \| |
|               | \| \| Ceratosanthes hilariana \| \| \| \| \| \| Ceratosanthes humilis \| \| \| \| \| \| Ceratosanthes multiloba \| \| \| \| \| \| Ceratosanthes palmata (L.) Urb. - batatilla de Venezuela[3] \| \| \| \| \| \| Ceratosanthes parviflora \| \| \| \| \| \| Ceratosanthes rupicola \| \| \| \| \| \| Ceratosanthes tomentosa \| \| \| \| \| \| Ceratosanthes trifoliata \| \| \| \| \| \| Ceratosanthes warmingii \| \| \| \| |
|               | Ceratosanthes hilariana |
|               | |
|               | Ceratosanthes humilis |
|               | |
|               | Ceratosanthes multiloba |
|               | |
|               | Ceratosanthes palmata (L.) Urb. - batatilla de Venezuela |
|               | |
|               | Ceratosanthes parviflora |
|               | |
|               | Ceratosanthes rupicola |
|               | |
|               | Ceratosanthes tomentosa |
|               | |
|               | Ceratosanthes trifoliata |
|               | |
|               | Ceratosanthes warmingii |
|               | |